# Masters 1977 (tennis)
De Masters 1977 werd  in het Amerikaanse New York gehouden. Het tennistoernooi werd van 4 tot 8 januari 1978 in de Madison Square Garden op tapijtbanen gespeeld. Het deelnemersveld bestond uit de beste acht spelers op de ATP Rankings.

## Enkelspel
De titelverdediger Manuel Orantes bleef steken in de groepsfase
Jimmy Connors versloeg in de finale Björn Borg

### Deelnemers
| Ranking | Speler          | Prestatie    |
| ------- | --------------- | ------------ |
| 1.      | Jimmy Connors   | Winnaar      |
| 2.      | Guillermo Vilas | Halve finale |
| 3.      | Björn Borg      | Finale       |
| 4.      | Brian Gottfried | Halve finale |
| 5.      | Eddie Dibbs     | Groepsfase   |
| 6.      | Manuel Orantes  | Groepsfase   |
| 7.      | Raúl Ramírez    | Groepsfase   |
| 8.      | Roscoe Tanner   | Groepsfase   |

### Groepsfase
De eindstand in de groepsfase wordt bepaald door achtereenvolgend te kijken naar eerst het aantal overwinningen in combinatie met het aantal wedstrijden. Mochten er dan twee spelers gelijk staan wordt er naar het onderling resultaat gekeken. Mocht het aantal overwinningen en wedstrijden bij drie of vier spelers gelijk wordt er gekeken naar het percentage gewonnen sets en eventueel gewonnen games. Als er dan nog steeds geen ranglijst opgemaakt kan worden dan beslist de wedstrijd commissie.

#### Groep A
|                 |                 | Uitslag       |
| --------------- | --------------- | ------------- |
| Jimmy Connors   | Eddie Dibbs     | 7-5, 6-2      |
| Guillermo Vilas | Manuel Orantes  | 6-4, 6-1      |
| Manuel Orantes  | Eddie Dibbs     | 7-6, 7-5      |
| Guillermo Vilas | Jimmy Connors   | 6-4, 3-6, 7-5 |
| Eddie Dibbs     | Guillermo Vilas | forfait       |
| Jimmy Connors   | Manuel Orantes  | 6-2, 6-3      |

| Nr. | Speler          | Wedstrijd W - V | Sets W - V | Games W - V |
| --- | --------------- | --------------- | ---------- | ----------- |
| 1   | Guillermo Vilas | 2-1             | 4-1        | 28-20       |
| 2   | Arthur Ashe     | 2-1             | 5-2        | 40-28       |
| 3   | Manuel Orantes  | 1-2             | 2-4        | 24-35       |
| 4   | Harold Solomon  | 1-2             | 0-4        | 18-27       |

#### Groep B
|                 |               | Uitslag       |
| --------------- | ------------- | ------------- |
| Brian Gottfried | Raúl Ramírez  | 6-7, 6-2, 6-4 |
| Björn Borg      | Roscoe Tanner | 6-4, 6-7, 6-3 |
| Brian Gottfried | Roscoe Tanner | 7-5, 6-2      |
| Björn Borg      | Raúl Ramírez  | 6-2, 6-4      |
| Raúl Ramírez    | Roscoe Tanner | 6-4, 6-4      |
| Brian Gottfried | Björn Borg    | forfait       |

| Nr. | Speler          | Wedstrijd W - V | Sets W - V | Games W - V |
| --- | --------------- | --------------- | ---------- | ----------- |
| 1   | Brian Gottfried | 3-0             | 4-1        | 31-20       |
| 2   | Björn Borg      | 2-1             | 4-1        | 30-20       |
| 3   | Raúl Ramírez    | 1-2             | 3-4        | 31-38       |
| 4   | Roscoe Tanner   | 1-2             | 1-6        | 29-43       |

### Knock-outfase
|  | Halve finale | Halve finale    | Halve finale  | Halve finale | Halve finale |            |   | Finale | Finale | Finale | Finale | Finale |
|  |              |                 |               |              |              |            |   |        |        |        |        |        |
|  |              | Björn Borg      | 6             | 6            |              |            |   |        |        |        |        |        |
|  |              | Guillermo Vilas | 3             | 3            |              |            |   |        |        |        |        |        |
|  |              | Guillermo Vilas | 3             | 3            |              | Björn Borg | 4 | 6      | 4      |        |        |        |
|  |              |                 |               |              |              | Björn Borg | 4 | 6      | 4      |        |        |        |
|  |              |                 | Jimmy Connors | 6            | 1            | 6          |   |        |        |        |        |        |
|  |              | Jimmy Connors   | Jimmy Connors | 6            | 1            | 6          | 6 | 3      | 6      |        |        |        |
|  |              | Jimmy Connors   |               |              |              |            | 6 | 3      | 6      |        |        |        |
|  |              | Brian Gottfried | 4             | 6            | 3            |            |   |        |        |        |        |        |

## Dubbelspel

#### Finales
|  | Halve finale | Halve finale                 | Halve finale             | Halve finale | Halve finale |   |                     | Finale | Finale | Finale | Finale | Finale | Finale | Finale |
|  |              |                              |                          |              |              |   |                     |        |        |        |        |        |        |        |
|  |              | Bob Lutz Stan Smith          | 4                        | 6            | 7            |   |                     |        |        |        |        |        |        |        |
|  |              | Brian Gottfried Raúl Ramírez | 6                        | 3            | 6            |   |                     |        |        |        |        |        |        |        |
|  |              | Brian Gottfried Raúl Ramírez | 6                        | 3            | 6            |   | Bob Lutz Stan Smith | 5      | 6      | 3      |        |        |        |        |
|  |              |                              |                          |              |              |   | Bob Lutz Stan Smith | 5      | 6      | 3      |        |        |        |        |
|  |              |                              | Bob Hewitt Frew McMillan | 7            | 7            | 6 |                     |        |        |        |        |        |        |        |
|  |              | Bob Hewitt Frew McMillan     | Bob Hewitt Frew McMillan | 7            | 7            | 6 | 7                   | 7      |        |        |        |        |        |        |
|  |              | Bob Hewitt Frew McMillan     |                          |              |              |   | 7                   | 7      |        |        |        |        |        |        |
|  |              | John Alexander Phil Dent     | 6                        | 6            |              |   |                     |        |        |        |        |        |        |        |